# African Express Airways
African Express Airways – kenijska linia lotnicza z siedzibą w Nairobi. Obsługuje połączenia krajowe i międzynarodowe. Głównym węzłem jest port lotniczy Jomo Kenyatta.